# استهلاک

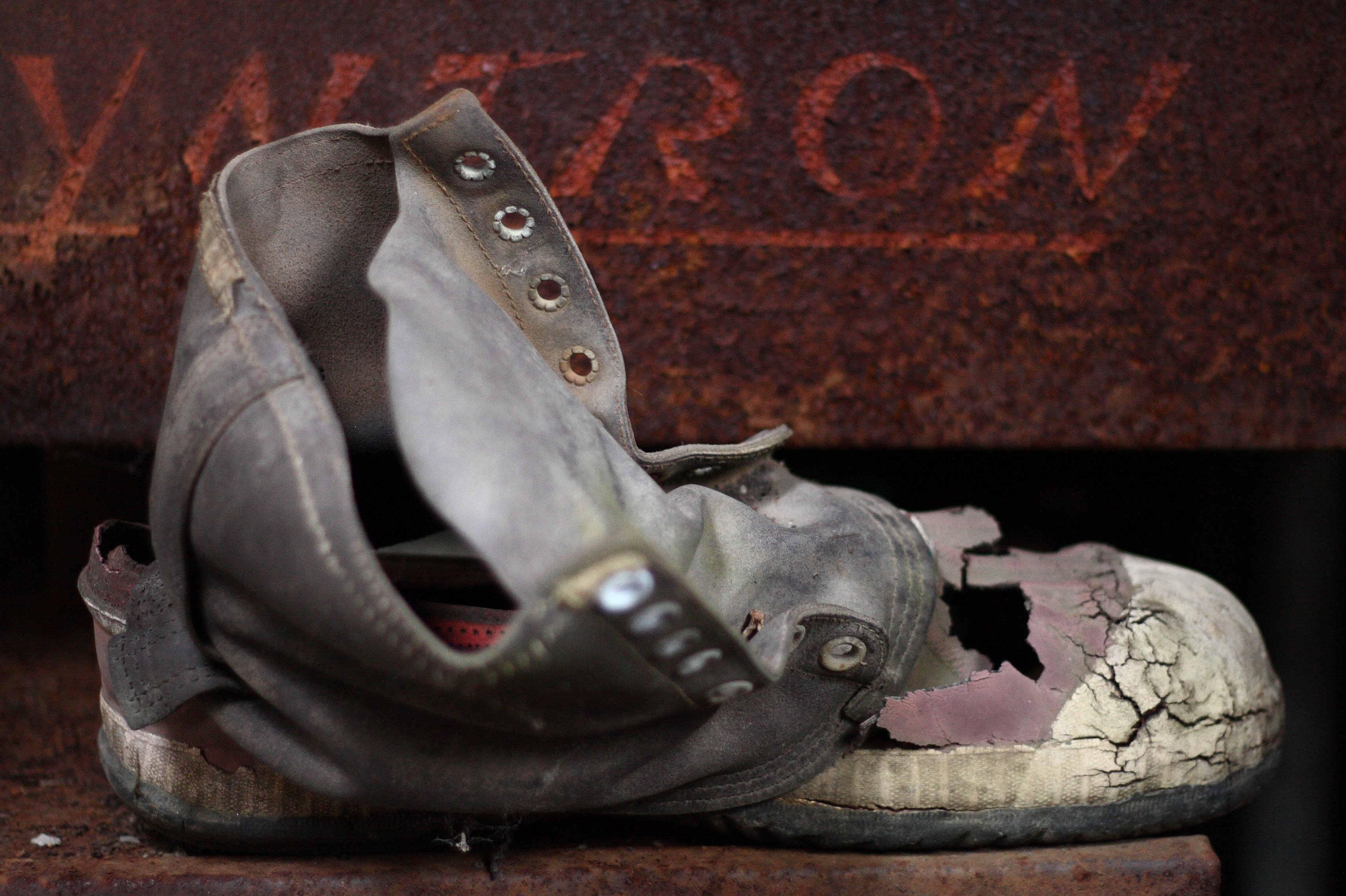
این چکمه در اثر پدیدهٔ «استهلاک» و مواجهٔ بیش از حد با آب‌وهوا، دچار آسیب و فرسودگی شده‌است.

استهلاک (انگلیسی: Wear and tear) یک آسیب طبیعی و گریزناپذیر است که در اثر فرسایش یا سالخوردگی و گذشت زمان پدید می‌آید. در حیطهٔ حقوقی و قانونی، این واژه توسط تولیدکنندگان و سازندگان جهت ارائه گارانتی محصولاتشان بکار می‌رود و معمولاً بیان می‌کنند که خرابی‌های ناشی از استهلاک و فرسودگی، شامل گارانتی‌شان نمی‌شود.
استهلاک، نوعی کاهش بهاست که حتی در صورت نگهداریِ مناسب کالا و استفادهٔ صحیح از آن، رخ خواهد داد. به عنوان مثال، هنگام استفاده از یک چکش، در اثر ضربات مکرری که در طول زمان بر آن وارد می‌شود، سرِ چکش دچار «تنش» شده و تدریجاً موجب فرسایش آن می‌شود، حتی اگر از آن، به‌درستی استفاده شود. در عین حال، با یک استفاده صحیح و نگهداری و تعمیرات به‌موقع، انتظار هم نمی‌رود که چکش در اثر این استهلاک، از کار بیفتد.
پدیدهٔ استهلاک، بازتابی از قانون دوم ترمودینامیک است که به موجبِ آن، اشیاء به مرور زمان، از کارایی و شکلِ طبیعی خود فاصله می‌گیرند؛ مگر آنکه با صرف انرژی، یک نیروی خارجی جهت حفظ و نگهداری آن بکار رود. اگر چنین نیروی خارجی‌ای وجود نداشته باشد، آن شیء را «مصرفی» قلمداد می‌کنند. بخش‌هایی از شیء همچون یاتاقان و حلقه چنبری که در معرض سایش و فرسایش هستند، باید هر از چند گاهی، تعویض شوند. مواد مصرفی نظیر کاغذ، ورق کارتن و پارچه را بر حسب نوع استفاده از آنها، برای استفاده در مدت زمان مشخصی، طراحی کرده‌اند.
کالاهای بادوام‌تر (نظیر خودرو، ماشین‌آلات سنگین، سیستم‌های گرمایشی، کامپیوترها، آلات موسیقی، سلاح‌های گرم و غیره) به گونه‌ای طراحی شده‌اند که بتوان برای مقابله با فرسودگی، برخی از قطعات و بخش‌های درونی‌شان را تعویض کرد. یک راهِ فهمیدن این موضوع که آیا کالایی بادوام محسوب می‌شود یا خیر، آن است که ببینیم آیا یک تکنیسین یا تعمیرکار، وقتش را برای تعمیر کالای مذکور صرف می‌کند یا خیر. مثلاً در مورد کالاهای بادوام یادشده، افراد متخصصی همچون تعمیرکار خودرو، سازنده ساز، اسلحه‌ساز و لوله‌کش وجود دارند و در نتیجه با تعمیر یا تعویضِ قطعاتِ مصرفی آنان، می‌توان سالیان متمادی از آنها استفاده کرد؛ اما پاکتِ میوهٔ کاغذیِ پاره شده، تعمیرکار تخصصی ندارد و هیچ‌کس، وقت و هزینه‌اش را برای تعمیر آن هدر نمی‌دهد.
در ضمن، در مورد کالاهای بادوام هم، بخش‌های مصرفی آن، مستهلک و فرسوده می‌شوند. مثلاً در خوردو، لاستیک‌ها، صندلی‌ها و رنگِ بدنه، حتی با نگهداری و استفاده مناسب دچار فرسودگی و استهلاک شده و معمولاً شامل گارانتی نمی‌شوند.